# 库比契克总统镇
库比契克总统镇是巴西米纳斯吉拉斯州的一个市镇。总面积189.546平方公里，总人口2978人，人口密度15.7人/平方公里。